# Perdiccas Ier
Pour les articles homonymes, voir Perdiccas.
Perdiccas Ier (en grec ancien Περδίκκας / Perdikkas) est un roi de Macédoine de la dynastie des Argéades qui règne de v.  695 à 678 av. J.-C.
Les historiens considèrent, à la suite d'Hérodote, qu'il est le véritable fondateur de la monarchie macédonienne à l'époque archaïque.

## Biographie

### Légende de Perdiccas
Évoquant Alexandre Ier qui régnait sur les Macédoniens au cours de la première moitié du Ve siècle av. J.-C., Hérodote en fait le fils d'Amyntas Ier, celui-ci ayant succédé à son père Alcétas, lui-même fils et successeur d'Aéropos Ier, ce dernier ayant comme père et prédécesseur Philippe Ier, fils et successeur d'Argaios dont le père est Perdiccas Ier. Hérodote garde le silence sur les ascendants de ce dernier.
La légende de l'avènement de Perdiccas en tant que roi est racontée par Hérodote. D'Argos, trois frères descendants de l'Héraclide Téménos, Gauanès, Aéropos et Perdiccas, s'enfuient en Illyrie, passent les montagnes, entrent en haute Macédoine et gagnent la ville de Lébaia. Là ils louent leurs services au roi local ; l'un garde ses chevaux, l'autre ses bœufs et le plus jeune, Perdiccas, le petit bétail. Le roi, alerté par son épouse des prodiges qui entourent Perdiccas, chasse les trois frères qui gagnent une autre région de Macédoine où ils établissent un royaume au pied de la montagne Bermion.
Justin précise que c'est lui qui décide de fixer la nécropole royale des rois de Macédoine à Aigai, demandant à y être enterré et ordonnant que ses successeurs y soient également inhumés. Il rapporte également une prédiction de Perdiccas : « tant que leurs cendres y reposeraient, le sceptre resterait dans sa maison ».

### Réalité historique
Les Argéades se disent originaires d'Argos. Il s'agit peut-être d'une cité homonyme : Argos en Orestide, au sud-ouest de la Macédoine dans la haute vallée de l'Haliacmon.
Le thème des trois frères et du plus jeune fils se retrouve dans l'histoire légendaire des Scythes.

### Famille
On lui connait une épouse, Cléopâtre, sœur de Midas, roi de Phrygie, et probablement petite-fille du légendaire roi Midas et de son épouse Hermodiké. De cette Cléopâtre, il a eu un fils, Argaios Ier, qui lui succède sur le trône de Macédoine.